# Cares Act
Coronavirus Aid, Relief, and Economic Security Act också känt som Cares Act (stiliserat som CARES Act), är en amerikansk lag antagen i mars 2020 som syftar till att adressera en lång rad problem och utmaningar i spåren av Corona-krisen. I dess ursprungliga variant inkluderade lagen 500 miljarder dollar i direkta utbetalningar till privatpersoner, 208 miljarder dollar i lån till större företag och 300 miljarder dollar i lån till småföretag. Efter förhandlingar mellan Demokrater och Republikaner växte lagen till 2000 miljarder dollar. Det var också den versionen som slutligen röstades igenom i Senaten den 25 mars 2020. Dagen därpå röstades den också igenom i Representanthuset och signerades till lag av president Donald Trump den 27 mars 2020.

## Bakgrund

### Tidiga förslag
I mitten av mars 2020 förespråkade Demokraterna Andrew Yang, Alexandria Ocasio-Cortez och Tulsi Gabbard ett införande av en amerikansk, universell, basinkomst som respons på Corona-pandemin. Gabbard menade att det skulle vara en lämplig tillfällig åtgärd, så länge krisen varade. Den 13 mars introducerade Demokraterna Ro Khanna och Tim Ryan lagstiftning om ekonomiskt stöd till lågonkomsttagare under krisen via earned income tax credit. Den 16 mars kom Republikanerna Mitt Romney och Tom Cotton ut med sitt stöd för en tillfällig "basinkomst" på 1000 dollar per månad. Romney menade också att det borde vara en engångsutbetalning för att hjälpa människor kortsiktigt med ekonomin. Den 17 mars indikerade  Trump-administrationen att någon form av utbetalningar skulle göras som en del av stimulanspaketet.